# Zeta Reticuli IV
Zeta Reticuli IV – album instrumentalisty Władysława Komendarka, który został wydany w 2000 roku. Wydawcą była wytwórnia Luna Studio.

## Lista utworów
1. "Platynowy szlak" - 6:14
2. "Syndrom genów" - 3:35
3. "Przemieszczanie w czasie" - 4:49
4. "Nocne światła" - 4:59
5. "Podziemna baza" - 5:21
6. "Twarz na Marsie" - 5:08
7. "Świecąca mgła" - 5:18
8. "Transmutacja" - 4:48
9. "Dzienne dyski" - 5:37
10. "Piąty stopień rozmrażania" - 5:23
11. "Nie statyczne pole" - 4:58
12. "Zarysy sylwetki" - 6:39
13. "Lot nr 19" - 4:56
14. "Ziemska wizytówka" - 4:59